# Betriebsblindheit
Als Betriebsblindheit wird sowohl umgangssprachlich als auch in der Betriebswirtschaftslehre eine routinemäßige Arbeitsweise bezeichnet, an der keine Selbstkritik geübt und keine Veränderungsmöglichkeit gesehen wird. Im laufenden Produktionsprozess kann sie zu geringerer Effektivität und somit zu einem Wettbewerbsnachteil führen. Eine Betriebsblindheit kann in der Regel nur durch Anstöße und Impulse von außen – von Nichtbetriebsangehörigen – erkannt und verändert werden. Betriebsblindheit kann durch verschiedene Faktoren verstärkt werden, beispielsweise durch langfristig stabilen Absatz oder durch die Unternehmenspraxis, Personal vornehmlich durch kostensparende interne – und unter Meidung kostenintensiver externer – Stellenausschreibungen zu rekrutieren.
Der Begriff wird nicht nur für Abläufe innerhalb von Betrieben verwendet, sondern für jegliches unreflektierte Handeln, das auf Routine beruht.